# Artocarpus albobrunneus
Artocarpus albobrunneus là một loài thực vật có hoa trong họ Moraceae. Loài này được C.C.Berg mô tả khoa học đầu tiên năm 2005.